# 삼성 갤럭시 메가 6.3
삼성 갤럭시 메가 6.3 (Samsung GALAXY MEGA 6.3)은 삼성전자에서 제조/판매하는 안드로이드 패블릿 스마트폰이다.
2013년 4월 11일 삼성전자 공식블로그인 삼성투모로우를 통해 발표하여, 2013년 5월 28일에 표준 3G모델과 표준 LTE모델을 출시하였다.
출시 당시 가장 큰 스마트폰이었지만, 한달도 안되어 소니 엑스페리아 Z 울트라에 자리를 넘겨주었다.

## 연혁
- 2013년 4월 11일 : 삼성전자 공식블로그인 삼성투모로우를 통해 발표[3]
- 2013년 4월 12일 : 유럽 (독일)과 미국에서 예약판매 시작[5]
- 2013년 5월 28일 : 표준 3G모델(I9200), 표준 LTE모델(I9205) 출시[4]

## 색상
- 블랙 미스트
- 화이트 프로스트
- 플럼 퍼플[6]

## 운영체제/소프트웨어

### 안드로이드 4.2.2 젤리빈
안드로이드 OS 4.2.2 젤리빈을 탑재하여 출시했다.

#### 특수 기능
- 스토리 앨범 : 촬영한 사진을 메모, 위치정보, 날씨 등 다양한 내용과 함께 담아 마음에 드는 디지털 앨범으로 만든다. 이렇게 꾸민 디지털 앨범을 온라인으로 주문하여 실물 앨범으로 배송하는 것도 가능하다.

- 스마트 스테이 : 앞면 카메라를 통해 사용자의 눈동자와 얼굴을 인식하여 사용 중일 때에는 디스플레이가 꺼지지 않도록 유지한다.

- 그룹 플레이 : 와이파이 다이렉트 프로토콜을 사용하여 동일한 와이파이 환경에서 그룹 플레이에 참여한 단말기의 연결을 통해 하나의 동작을 공유한다.

- 셰어 뮤직 : 두대 이상의 셰어 뮤직을 지원하는 기기가 한 음악을 동시에 실행해 서라운드 사운드 스피커처럼 작동한다.

- S 빔

- 워치온 : 적외선 통신을 이용하여 에어컨, TV, 셋톱박스, DVD 플레이어 등의 기기 제어한다.

- S 번역기 : 이메일, 문자, 챗온 메시지 등을 송수신 중 바로 번역해 텍스트나 음성으로 번역한다.

- S 보이스 : 기존의 S 보이스에서 강화했다. 자동차 안에서 블루투스로 기기에 연결하면 자동으로 운전 모드로 변환되어, 운전 중 통화, 메시지 전송, 메모, 음악 등을 음성만으로 조작한다.

### 안드로이드 4.4.2 킷켓 (Kitkat)
2014년 5월 29일 I9200 모델, 2014년 6월 I9205 모델에 대한 4.4.2 킷캣 업그레이드가 시작되었다.

## 변종

### 대한민국

#### SHV-E310S/K/L
2013년 8월 9일 SK텔레콤, KT, LG유플러스를 통해 출시하였다. 갤럭시 메가 시리즈 중 6.3모델만 출시하고 5.8모델은 출시하지 않아 6.3을 제품명에서 제외한 갤럭시 메가로 출시되었다.

### 중화인민공화국

#### GT-I9208
차이나 모바일을 통해 출시된 제품이다.

#### SCH-P729
차이나 텔레콤을 통해 출시된 모델로, 듀얼심을 지원한다.

### 미국

#### SGH-I527
2013년 8월 23일 AT&T, 스프린트, U.S. 셀룰러를 통해 출시하였고, AT&T버전은 블루버전만 출시했으며 노바 브랙, 폴라리스 화이트 중 선택 가능하다.
 갤럭시 메가 시리즈 중 6.3모델만 출시하고 5.8모델은 출시하지 않아 6.3을 제품명에서 제외한 갤럭시 메가로 출시되었다.

## 같이 보기
- 삼성 갤럭시 메가 5.8